# Thuban
Thuban (arabisch ثعبان, DMG ṯuʿbān ‚Schlange‘) ist der Eigenname des Sternes α Draconis (Alpha Draconis) im Sternbild Drache. Thuban gehört der Spektralklasse A0 an und besitzt eine scheinbare Helligkeit von 3,1 mag. Thuban ist etwa 300 Lichtjahre von der Erde entfernt.
Um 2800 v. Chr. diente Thuban als Polarstern zur Bestimmung des nördlichen Himmelpols.  Da die Erdachse im Raum nicht völlig stabil ist, sondern eine langsame Kreiselbewegung (Präzession) ausführt, verschiebt sich langsam die Lage der Himmelspole. Dadurch können im Laufe der Zeit andere Sterne die Funktion des Polarsterns übernehmen. Auf diese frühere besondere Bedeutung des Sterns geht auch die Kennzeichnung Thubans als Hauptstern (d. h. Alpha) des Drachen zurück.